# دومينغو لومباردي
دومينغو لومباردي (بالفرنسية: Domingo Lombardi)‏ (و. 1898 – 1971 م) هو لاعب كرة قدم، وحكم كرة قدم، من الأوروغواي، ولد في سانت لوسيا، توفي عن عمر يناهز 73 عاماً.

## روابط خارجية
- دومينغو لومباردي على موقع Soccerway.com (الإنجليزية)